# Diabelski Kamień (Góry Świętokrzyskie)

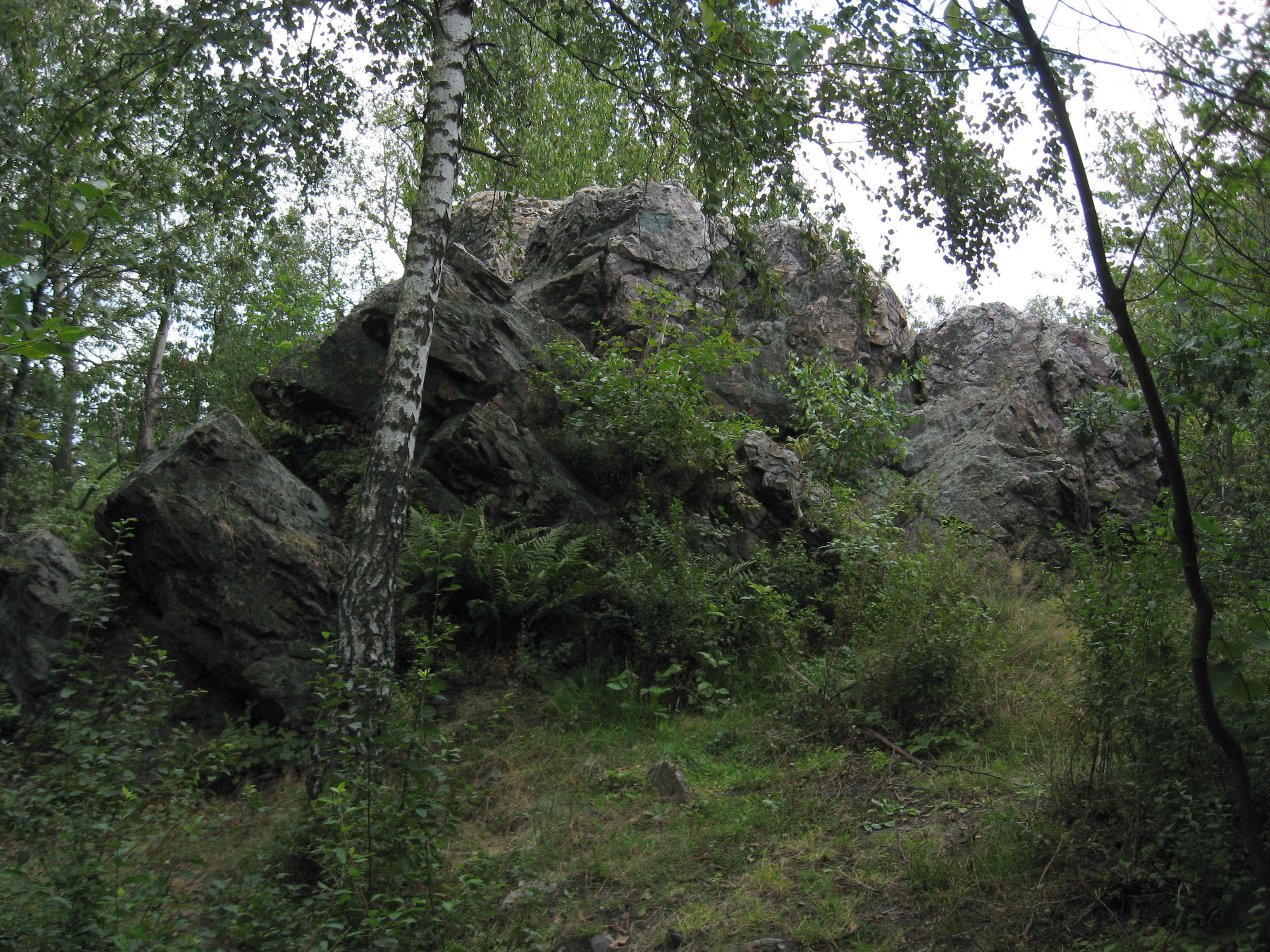
Diabelski Kamień (460 m n.p.m.)

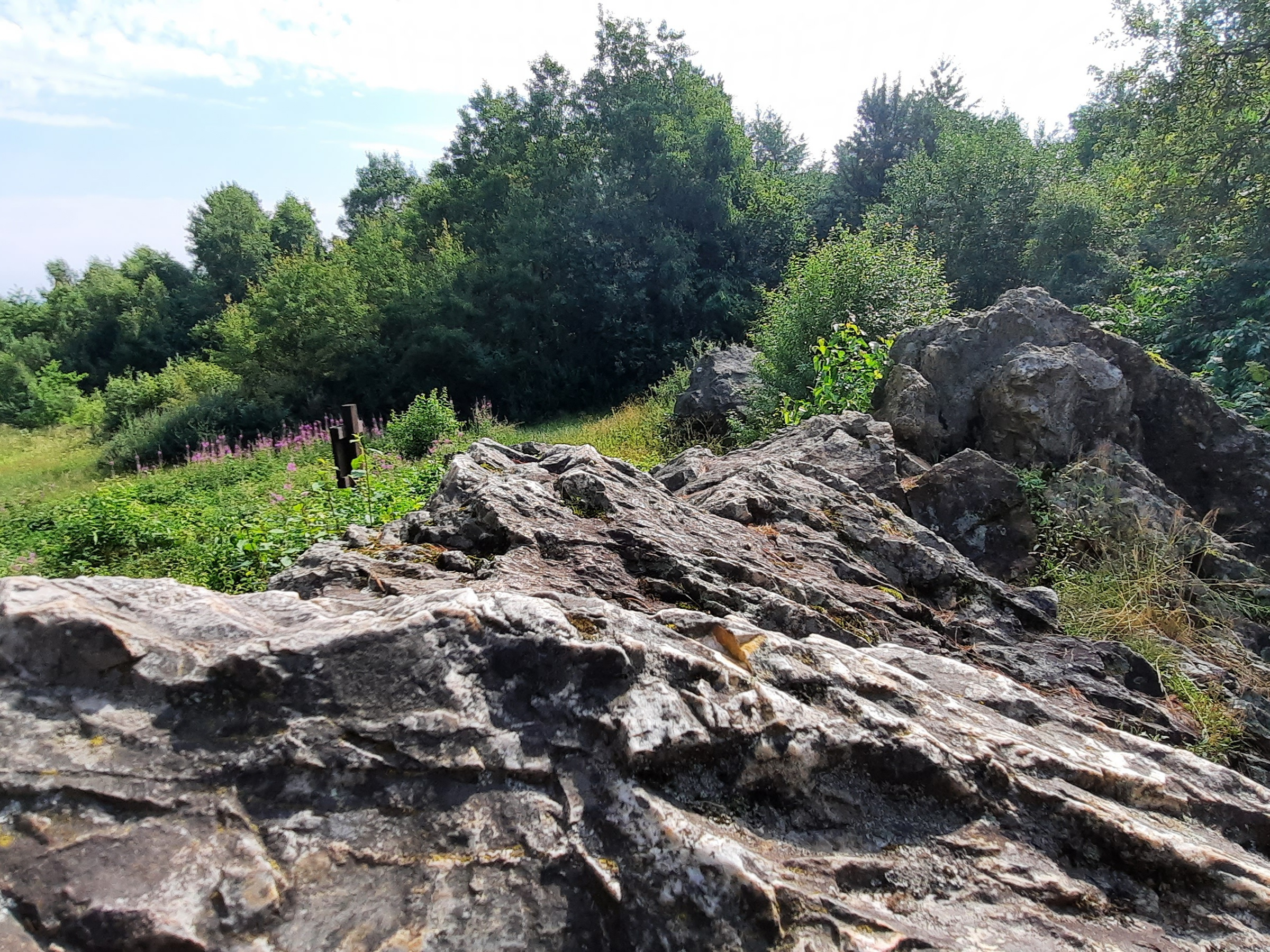
Diabelski Kamień

Diabelski Kamień (inaczej Wielki Kamień) – okazały fragment kwarcytowej grani skalnej środkowej części Pasma Masłowskiego w Górach Świętokrzyskich, około 3 km na wschód od Masłowa Pierwszego. Na skale można zauważyć charakterystyczne rysy tektoniczne.
Według legendy, skałę zrzucił diabeł, przelatujący w stronę klasztoru na Świętym Krzyżu. Diabeł nie zdążył zniszczyć klasztoru i upuścił kamień na szczyt góry Klonówki z powodu koguta, który zapiał w pobliskich Mąchocicach. Do tej pory można znaleźć ślady czarcich pazurów na skale.
W pobliżu Diabelskiego Kamienia przebiega  Główny Szlak Świętokrzyski im. Edmunda Massalskiego z Gołoszyc do Kuźniaków.